# Criopsis curtus
Criopsis curtus är en skalbaggsart som beskrevs av Thomson 1860. Criopsis curtus ingår i släktet Criopsis och familjen långhorningar. Inga underarter finns listade i Catalogue of Life.